# Tom Szentgyorgyi
Tom Szentgyorgyi (egyes forrásokban magyarosan Tom Szentgyörgyi vagy esetleg angolosan Tom Saint George;) (New York, 1960 –) magyar származású amerikai televíziós producer, forgatókönyvíró, filmrendező és színműíró, akinek legismertebb munkái között van A mentalista címet viselő televíziós krimisorozat, amelynek több epizódjánál is producerként és forgatókönyvíróként működött közre. További ismert munkái egyebek mellett a Hazudj, ha tudsz!, a Kilenc túsz, a New York rendőrei és a Philly című sorozatok. Andrew St. George (1923–2001) író, újságíró fia; Szent-Györgyi Albert (1893–1986) Nobel-díjas orvos harmadunokaöccse.

## Élete és pályafutása
Tom Szentgyorgyi 1960-ban született a New York állambeli New York városában, az Amerikai Egyesült Államokban. Édesapja egy magyar nemesi rangú család leszármazottja, Andrew St. George (1923–2001) volt, aki Budapesten született és ott is nőtt fel, később a második világháborút követően elhagyta Magyarországot, de Európa területén élt egészen 1952-ig. Ekkor emigrált az Amerikai Egyesült Államokba, ahol íróként, újságíróként és fotóriporterként dolgozott, és arról volt a legismertebb, hogy 1957 őszén egy interjút készített Fidel Castro kubai diktátorral. Tom Szentgyorgyi apja révén távoli rokonságban áll Szent-Györgyi Albert (1893–1986) Nobel-díjas orvossal, akivel Andrew St. George másod-unakatestvéri kapcsolatban van, de maga Szentgyorgyi nem találkozott vele. Tom Szentgyorgyi 1982-ben végzett a Minnesota állambeli Northfield városában található Carleton College nevű főiskolán, angol irodalom és európai történelem szakon. Saját elmondása szerint „tervek nélkül, csak szorongással” fejezte be tanulmányait.
Eredetileg könyvkiadói pályafutást tervezett, így még ugyanebben az évben „szánalmasan boldogtalanul” kezdett el dolgozni a Fodor's vállalat New York-i részénél, amely a világ legnagyobb angol nyelvű útikönyvkiadójának számít. Egy évvel később irányt változtatott, és a színházművészet köreiben kezdett el munkálkodni. Összesen körülbelül tizenöt éven keresztül működött ezen a szakterületen, különböző helyeken és pozíciókban. Kezdetben mint irodalmi igazgató dolgozott a New York City-ben működő Manhattan Theatre Club keretei közt, ahol a színházi társulat számára előadásra alkalmas eredeti színműveket válogatott. Ezt követően egy ideig egy denveri színtársulatnál vállalt el egy nagyobb léptékű, viszont hasonló jellegű munkát, a szervezetnél mint társulati művészeti vezető vállalt munkát.

## Filmográfia
| Év                | Magyar cím                                      | Eredeti cím                                     | Producer | Forgatókönyvíró | Egyéb | Megjegyzések                                                                                     |
| ----------------- | ----------------------------------------------- | ----------------------------------------------- | -------- | --------------- | ----- | ------------------------------------------------------------------------------------------------ |
| 1998              | Pomoja: A Coming Together                       | Pomoja: A Coming Together                       |          |                 | Igen  | rendezőként                                                                                      |
| 1999–2000         | Esti meccsek                                    | Sports Night                                    |          | Igen            |       | forgatókönyvíróként: 2 epizód                                                                    |
| 2000              | Gideon's Crossing                               | Gideon's Crossing                               |          | Igen            |       | forgatókönyvíróként forgatókönyv-szerkesztőként                                                  |
| 2001–2002         | Philly                                          | Philly                                          | Igen     | Igen            |       | társproducerként: 21 epizód forgatókönyvíróként: 5 epizód                                        |
| 2002–2005         | New York rendőrei                               | NYPD Blue                                       | Igen     | Igen            |       | producerként: 26 epizód forgatókönyvíróként: 13 epizód                                           |
| 2005              | Esküdt ellenségek                               | Law & Order                                     |          | Igen            |       | forgatókönyvíróként: 1 epizód                                                                    |
| 2005–2006         | Az elnöknő                                      | Commander in Chief                              | Igen     | Igen            |       | társ-vezetőproducerként: 11 epizód forgatókönyvíróként: 2 epizód                                 |
| 2006              | A törvény jogán                                 | In Justice                                      |          | Igen            |       | forgatókönyvíróként: 1 epizód                                                                    |
| 2006–2007         | Kilenc túsz                                     | The Nine                                        | Igen     | Igen            |       | társ-vezetőproducerként: 10 epizód forgatókönyvíróként: 3 epizód                                 |
| 2007              | Drive                                           | Drive                                           | Igen     | Igen            |       | társ-vezetőproducerként: 6 epizód forgatókönyvíróként: 1 epizód                                  |
| 2007              | Az utazó                                        | Journeyman                                      | Igen     | Igen            |       | társ-vezetőproducerként: 10 epizód forgatókönyvíróként: 2 epizód                                 |
| 2008              | Született nyomozók                              | Women's Murder Club                             | Igen     | Igen            |       | társ-vezetőproducerként: 2 epizód forgatókönyvíróként: 1 epizód                                  |
| 2009              | Hazudj, ha tudsz!                               | Lie to Me                                       | Igen     | Igen            |       | közreműködő producerként: 12 epizód forgatókönyvíróként: 2 epizód                                |
| 2009              | Lie to Me Season 1: The Truth About 'Lie to Me' | Lie to Me Season 1: The Truth About 'Lie to Me' |          |                 | Igen  | special thanks                                                                                   |
| 2009–2015         | A mentalista                                    | The Mentalist                                   | Igen     | Igen            |       | vezető producerként: 48 epizód társ-vezetőproducerként: 23 epizód forgatókönyvíróként: 10 epizód |
| [ 2 ] [ 3 ] [ 4 ] |                                                 |                                                 |          |                 |       |                                                                                                  |